# District de Tuensang
Le district de Tuensang est un district de l'état du Nagaland, en Inde.

## Géographie
Au recensement de 2011, sa population compte 196 801 habitants.
Son chef-lieu est la ville de Tuensang. 